# Sebastián de Totanés
Sebastián Gómez de Herrera, conocido como Fray Sebastián de Totanés (Totanés, provincia de Toledo, España, 1688 - Convento de San Gil de Madrid, 12 de febrero de 1748), perteneció a la Orden Franciscana.

## Biografía
A los 17 años viste por primera vez el hábito de la Orden Franciscana, el 23 de mayo de 1705, en el Convento de Fuensalida. Después viaja a Toledo, donde cursa estudios superiores. Terminados sus estudios impartió clases de Filosofía. A la edad de 26 años decide viajar a Filipinas. Marcha a Cádiz y se embarca en el navío Virgen de Atocha hasta llegar a tierras mexicanas. Es recibido por el Superior de la orden de San Francisco de México, quien capta la preparación intelectual de Sebastián y le encomienda impartir clases de Filosofía y Teología en el Convento de San Agustín de las Cuevas. Pasados un año y cuatro meses, tras dejar una buena muestra de su eficacia, el 28 de marzo de 1717, embarca de nuevo en Acapulco atravesando el Océano Pacífico hasta llegar a Filipinas.
A su llegada le nombran Comisario de la tercera Orden. Con 33 años es ministro en la Misión de Sampaloc "Tamarindo", asumiendo los cargos de mayor responsabilidad y viajando por todo el Archipiélago. A los 41 años es nombrado Prior del Convento de Manila y, bajo su mandato, se construye la Capilla de las Lágrimas, comenzando la construcción de un nuevo convento en dicha ciudad. A los 56 años es elegido procurador en las Cortes que se celebrarían en Madrid y Roma. Fue un gran teólogo, querido y apreciado por todos, especialmente donde impartía sus enseñanzas. 
Compuso y publicó la primera gramática de la lengua tagala, Arte y Vocabulario de la Lengua Tagala (Manila: 1745), de la que hay edición moderna (Madrid / Frankfurt: Iberoamericana, 2014).
Quiso marchar a China y Japón, pero no llegó a recibir la licencia de sus superiores. Por eso tras veintinueve años de misiones en Filipinas, con 58 años de edad, embarca de nuevo rumbo a España para desempeñar el puesto de procurador en las Cortes de Madrid. 
Fija su residencia en el convento de San Gil de Madrid, donde continúa hasta su muerte, un año después de haber llegado.

## Partida de defunción
Nicolas Cottela y Sarauia, Escribano del Rey nuestro Señor, vecino de esta Villa de Madrid. Doi fee: que en este día el Rmo. P. Fray Félix de la Puebla, Guardián del Real Convento de San Gil de esta Corte, estando en él exiuio antte mi un libro de a folio, empergaminado, donde se sientan las partidas de los religiosos que fallecen en dicho Real convento, y en él, a folio ciento y siete, hay una partida que da buelta, y su thenor a la letra es así: 
En doze de Febrero, a las diez y media de la noche, de mil settezientos cuarenta y ocho, fallezio en este convento Real de San Gil de Madrid, nuestro carísimo hermano y Padre Fray Sebastian de Totanés, hijo que fue de esta nuestra santa Provincia de San Joseph, Predicador, ex Difinidor, Padre y actual Custodio de la santa Provinzia de San Gregorio de Philipinas, Comisario apostólico de sus misiones, para cuio fin bino a esta Corte y convento, en el que fue recibido con expezialisima complazencia de todos los religiosos.
Su entierro fue con la maior solemnidad que esta santa Provinzia acostumbra con sus Provinziales y Padres; túmulo eleuado, blasones, quatro y ocho velas alrededor del cuerpo; y en el altar maior seis velas de media libra, y en todos los altares a dos velas. Se le dio Sepultura en la bóueda de este Real convento en la Capilla de los Reies (en que solamenie se entierran los Padres de esta Provinzia) sepultura treinta y tres. Requiescat in paze. Amen.
 Fr. Félix de la Puebla, Guardian.